# Полевщинский лес
Полевщинский лес — государственный природный заказник (комплексный) регионального (областного) значения Московской области, целью которого является сохранение ненарушенных природных комплексов, их компонентов в естественном состоянии; восстановление естественного состояния нарушенных природных комплексов; поддержание экологического и водного баланса. Заказник предназначен для:
- сохранения и восстановления природных комплексов;
- сохранения местообитаний редких видов растений, лишайников и животных;
- ведения мониторинга видов растений, лишайников и животных, занесенных в Красную книгу Московской области;
- выполнения научно-исследовательских работ по изучению объектов особой охраны заказника.

Заказник основан в 1990 году. Местонахождение: Московская область, городской округ Истра, в окрестностях деревень Новораково, Сафонтьево, Максимовка, посёлка Полевшина, деревни Никольское и посёлка Огниково. Общая площадь заказника составляет 1546,65 га (участок 1 — 622,51 га, участок 2 — 919,39 га, участок 3 — 4,75 га). Заказник состоит из трех участков: участок 1 включает кварталы 3 (частично, только выдел 34), 10 (частично), 11, 12 (частично), 13—15, 20 (частично), 29 (частично); участок 2 включает кварталы 20 (частично), 29 (частично), 30, 35 (частично), 36, 37, 38—40, 45 (частично, за исключением территории, занятой сельским кладбищем деревни Максимовка), 46 и иные лесопокрытые участки земель между кварталом 35 Истринского лесотехнического участка Ново-Иерусалимского участкового лесничества и автодорогой посёлок Гидроузла им. Куйбышева — Новораково; участок 3 включает лесопокрытые участки земель между берегом Истринского водохранилища (на северо-западе) и автодорогой посёлок Гидроузла им. Куйбышева — Новораково (на востоке и юге), а также между земельными участками деревни Новораково (на северо-востоке) и охранной зоной Истринского гидротехнического узла (на западе).

## Описание
Территория государственного природного заказника находится в пределах Смоленско-Московской моренной возвышенности. Большая часть территории заказника относится к району Верейско-Звенигородской наклонной равнины с отдельными пологими моренными холмами и лишь небольшой участок относится к Можайско-Волоколамской моренной возвышенности.
Толща четвертичных отложений местности включает горизонты московских и днепровских моренных суглинков, местами разделенных водно-ледниковыми песками и перекрытых с поверхности слоем покровных суглинков. Суммарная мощность четвертичных отложений колеблется от 10 до 50 м. Среди дочетвертичных отложений здесь практически повсеместно развиты юрские глины, сохранились песчаные и песчано-глинистые породы мелового возраста, а также верхнемеловые опоки и трепелы.
Территория заказника сформировалась на пониженных участках коренного рельефа в зоне распространения моренно-водно-ледниковых равнин, где московская морена оказалась частично размыта и погребена под водно-ледниковыми отложениями. Абсолютные высоты в границах заказника изменяются от 170 до 205 м над уровнем моря.
Слабоволнистые поверхности междуречной равнины сложены покровными суглинками, которые в нижних частях склонов переходят в водно-ледниковые и подстилаются мореной. Характерной особенностью местности являются глубокие сквозные долины, пересекающие территорию с севера на юг. Хорошо развита эрозионная овражно-балочная сеть.
Незначительный по площади участок 3 заказника практически полностью располагается на поверхности склона, примыкающего к Истринскому водохранилищу. Пологонаклонная поверхность междуречья, примыкающая к склону, имеет уклоны не более 3—5 градусов. Склон к Истринскому водохранилищу антропогенно изменён. Крутизна верхней части склона достигает 25—27 градусов, средней — 20—25 градусов, нижней — 15—17 градусов. На склоне встречаются следы пластичного перемещения материала, псевдотеррасирование. Здесь также отмечается биогенное рельефообразование в виде искорей и искорных ям.
Участки 1 и 2 заказника включают пологонаклонные поверхности междуречной моренно-водно-ледниковой равнины. Уклоны поверхностей составляют, как правило, не более 3 градусов. В результате близкого залегания грунтовых вод (верховодки), водоупором для которых служат моренные суглинки, в пределах западин, эрозионных ложбин и древних ложбин стока происходят процессы подтопления и заболачивания.
Переувлажнение грунтов способствует формированию вывалов леса (прежде всего на короедниках). Диаметры образовавшихся искорей колеблются от 1 до 3,5 м, глубины искорных ям не превышают 0,5 м. На поверхности пологонаклонных равнин встречаются воронки, как правило, изометричной формы. Их размеры изменяются от 2,5 м до 6—7 м (по длинной оси), глубина — от 0,3 м до 0,9 м. Границы просадок нечеткие, плавные.
Территория участка 2 прорезается долиной ручья Винка и её отрогами. В верхнем течении ручья склоны долины имеют уклоны от 12—15 градусов до 20—25 градусов. В пределах долины выделяется две надпойменные террасы. Высоты первой и второй террас составляют соответственно 3—4 м и 6—7 м. Угол наклона поверхностей террас — 5—7 градусов.
На склонах долины ручья действуют оползневые процессы, встречаются следы пластичного перемещения материала. В нижних частях склона имеются выходы грунтовых вод, сочения. В верхнем течении ручья водоток имеет временный характер. Дно сложено грубозернистыми песками с дресвой и щебнем.
В границах заказника развита эрозионная овражно-балочная сеть. Устьевые створы оврагов обычно приурочены к долине ручья Винки или к долине реки Истры. Овражные системы, как правило, разветвленные с отвершками. В центральных частях эрозионных форм их ширина по днищу составляет 2—3 м, по бровкам — 40—45 м. Крутизна бортов эрозионных форм — 40—45 градусов, глубина вреза — 7—9 м. При продвижении к устью ширина по днищу увеличивается, поперечный профиль оврагов изменяется от V-образного к ящикообразному. Борта оврагов осложнены псевдотеррасами и оползневыми телами. На террасах отмечаются висячие болота. В целом, степень расчлененности территории можно охарактеризовать как среднюю.
На участке 3 заказника гидрологические объекты, за исключением подсклоновых сочений, отсутствуют. Непосредственно к границам участка с северо-запада примыкает Истринское водохранилище, образованное в расширении долины реки Истры, куда направлен гидрологический сток территории.
Территория участка 2 относится к водосбору бассейна ручья Винка, участка 1 — к водосбору ручья Каменка, протекающего за пределами территории (левые притоки р. Истры).
Основным гидрологическим объектом заказника является ручей Винка (участок 2). Общая протяженность ручья с притоками в границах заказника составляет около 4,5 км. Также в границах заказника (участки 1 и 2) сформировался ряд более мелких водотоков постоянного и временного характера, встречаются болота переходного и верхового типа.
Как и для всех рек региона, источниками питания здесь являются талые снеговые воды (около 60 процентов), грунтовые воды (20—28 процентов) и дожди (12—20 процентов). Характерные черты гидрологического режима: ярко выраженное весеннее половодье, низкий уровень вод летом, вплоть до полного отсутствия водотока в русле и некоторое повышение уровня осенью.
Почвенный покров междуречных равнин на всех участках заказника представлен преимущественно дерново-подзолистыми почвами на суглинистых отложениях, а также дерново-подзолисто-глеевыми почвами по понижениям.
По днищам эрозионных форм (на пролювиальных отложениях) на участках 1 и 2, в местах сочений встречаются гумусово-глеевые и перегнойно-глеевые почвы.
На участках 1 и 2 по верховым болотам образовались торфяные олиготрофные почвы, на переходных болотах — торфяные олиготрофные и торфяные эутрофные почвы.

### Флора и растительность
На территории заказника широко распространены старовозрастные еловые субнеморальные и широколиственно-еловые леса и их производные. По склонам оврагов и высоким берегам Истринского водохранилища развиты смешанные широколиственно-еловые леса с липой, кленом, дубом и елью лещиновые кислично-папоротниково-широкотравные. Встречаются небольшие участки еловых и елово-сосновых лесов таёжного типа, заболоченные еловые и березово-еловые сфагново-долгомошные и сфагновые леса. В лесные массивы вкраплены переходные и верховые болота. Встречаются также лесокультуры и зарастающие мелколесьем вырубки и поврежденные короедом-типографом участки леса. В долинах рек и ручьев и распространены влажнотравные черемухово-сероольховые и черноольховые крапивно-влажнотравные сообщества.
Наиболее приподнятые дренированные участки водоразделов и их склоны с достаточно богатыми почвами на участках 1 и 2 заняты еловыми и березово-осиново-еловыми старовозрастными лесами с кленом платановидным во втором ярусе широкотравно-кислично-папоротниковыми, кислично-папоротниково-широкотравными, реже — еловыми с участием дуба и липы лещиновыми волосистоосоково-широкотравными. Местами клен выходит во второй древесный ярус, реже во втором ярусе встречаются дуб и липа, на прогалинах и опушках единичные липы и дубы имеют значительную высоту и диаметр стволов. Диаметр стволов старых берез и осин — 45—50 см. Везде довольно много подроста клёна и рябины. Встречается также подрост липы, редко — ясеня высокого (более 10 м). Из кустарников обычны лещина обыкновенная и жимолость лесная, нередко встречается волчеягодник обыкновенный (редкий и уязвимый вид, не занесенный в Красную книгу Московской области, но нуждающийся на её территории в постоянном наблюдении и контроле). В травном ярусе доминируют сныть обыкновенная, зеленчук жёлтый, копытень европейский, звездчатка жестколистная, кислица обыкновенная, щитовники мужской и картузианский. Местами очень обильна медуница неясная. С меньшим обилием встречаются костяника, ландыш майский, воронец колосистый, щитовник распростёртый, мицелис стенной, адокса мускусная, герань лесная, перловник поникший. Изредка в центральной и северной частях заказника в подобных лесах встречается тайник яйцевидный (редкий и уязвимый вид, не занесенный в Красную книгу Московской области, но нуждающийся на её территории в постоянном наблюдении и контроле).
В этих старых еловых лесах (диаметр стволов елей 42—45 см) весьма много погибших в разное время елей, крупного валежа. Есть довольно крупные участки почти полностью погибших от короеда-типографа ельников. По многочисленным образовавшимся «окнам» и прогалинам обилен подрост клёна и липы, активизируется рост широколиственных пород деревьев — клёна, липы и дуба (диаметр стволов до 45 см), разрастаются кустарники и папоротники. В понижениях рельефа и по прогалинам растут группы ольхи серой, кочедыжник женский, будра плющевидная, живучка ползучая, звездчатка дубравная, хвощ луговой, скерда болотная.
В северной части участка встречаются сосново-еловые с примесью березы и осины, реже — дуба, чернично-кисличные, широкотравно-черничные и папоротниково-кисличные леса, где диаметры сосен и елей достигают 65 см. Зачастую в подобных лесах развит густой разновозрастный подрост ели.
Близ северной границы заказника отмечены небольшие участки еловых бруснично-черничных зеленомошных лесов. Высота древостоев в них достигает 32 м, а в сложении травяно-кустарничкового яруса обильны бореальные виды: майник, седмичник, марьянник луговой, ожика волосистая, кислица, щитовник картузианский. Моховый покров образован в основном плевроциумом Шребера, гилокомием блестящим и дикраном метловидным.
Березово-еловый с единичной липой, подростом ели лещиновый чернично-волосистоосоковый и березово-еловый со старыми соснами и липой кустарниковый (с жимолостью и лещиной) кислично-широкотравный лес развит на приподнятых участках грив к северо-западу от д. Полевшина.
В производных на месте широколиственно-еловых березовых лесов с елью и еловых с березой встречаются изредка старые сосны, есть подрост клёна и единичные дубы, сохраненные при прошлых рубках широколиственно-еловых лесов. Еловый с участием березы, единично — дуба, вейниково-черничный с таёжными видами и пятнами орляка лес есть недалеко от садового товарищества «Здоровье».
На месте вырубок в широколиственно-еловых лесах разрастается лещина и ольха серая, затрудняя возобновление коренных древесных пород.
Кроме широколиственно-еловых лесов на водоразделах и их пологих склонах распространены сыроватые субнеморальные еловые леса и их производные березово-еловые и березовые с подростом ели папоротниково-широкотравные, кислично-папоротниковые и папоротниково-кислично-широкотравные. В этих лесах много вывала старых елей, единично растут старые сосны, хорошо развит еловый подрост по образовавшимся «окнам» в древостое. Широколиственные породы в субнеморальных лесах встречаются только в подросте. На территории заказника отмечены елово-березовые черничные, елово-березовые с осиной кислично-черничные, еловые кислично-папоротниковые, кислично-зеленомошные с папоротниками, чернично-вейниковые с широкотравьем, кислично-вейниковые с папоротниками и подростом рябины, редкотравно-широкотравные субнеморальные леса. Подлесок образуют рябина и крушина ломкая, а другие кустарники единичны. В травяно-кустарничковом покрове участвуют кислица, папоротники, зеленчук жёлтый, звездчатка жестколистная, черника, ожика волосистая, осока пальчатая, редко — орляк обыкновенный, ортилия однобокая, периодически встречается земляника мускусная (редкий и уязвимый вид, не занесенный в Красную книгу Московской области, но нуждающийся на её территории в постоянном наблюдении и контроле). Моховой покров образован нежными дубравными и зелеными таёжными мхами, обилен печеночный мох — плагиохилла порелловидная.
На крутом обрывистом склоне долины реки Истры у крестьянско-фермерского хозяйства «Родник» растут елово-березовые и березово-еловые редкотравные мшистые леса местами с сосной и осиной.
Производные молодые мелколиственные леса с березой и ивой козьей с подростом сосны злаково-разнотравные в виде небольших вкраплений отмечены на юго-западной окраине заказника. Здесь кроме типичных видов лугового разнотравья и злаков обилен купырь лесной, земляника лесная, вейник наземный, растет колокольчик персиколистный (редкий и уязвимый вид, не занесенный в Красную книгу Московской области, но нуждающийся на её территории в постоянном наблюдении и контроле).
На сырых и заболоченных прогалинах среди субнеморальных еловых и елово-березовых лесов разрастаются таволга, кочедыжник женский, камыш лесной, осока пузырчатая и сфагновые мхи. На ветвях елей здесь найдены уснея жестковолосатая и гипогимния трубчатая, на ветвях ивы козьей — рамалина мучнистая (все эти виды лишайников занесены в Красную книгу Московской области). Среди влажнотравья — герань болотная, осока опушенная, полевица собачья, лапчатка прямостоячая, на просеках растут пальчатокоренник Фукса и купальница европейская (оба — редкие и уязвимые виды, не занесенные в Красную книгу Московской области, но нуждающиеся на её территории в постоянном наблюдении и контроле).
Леса заказника сильно пострадали от короеда-типографа. В некоторых кварталах имеются весьма обширные прогалины с вывалом елей, поврежденных короедом-типографом, кустарниками и влажнотравьем. Так, западнее поселка Гидроузла имени Куйбышева огромные пространства занимает заболоченное мелколесье с березой, осиной, ивой козьей, ольхой серой и лещиной на месте вырубки еловых лесов и участков вывала поврежденных жуком-короедом елей.
В центральной части заказника имеется участок поврежденного короедом-типографом леса на месте елово-соснового с осиной насаждения, пройденный пожаром, занятый густыми зарослями березового подроста с осоково-вениковым с участием иван-чая травяным ярусом и маршанциево-долгомошным напочвенным покровом.
Среди массивов субнеморальных лесов заказника имеются различные по возрасту лесокультуры ели и сосны, в том числе под пологом. В таких насаждениях сомкнутость крон велика, поэтому нижние ярусы развиты плохо, образуются редкотравные и зеленомошные типы.
По западной окраине лесных кварталов в елово-березовых лесах и на опушках часто встречаются заросли лунника оживающего, занесенного в Красную книгу Московской области.
Леса заказника пересекают крупные разветвляющиеся балки со старовозрастными еловыми (диаметр стволов 50 см) с дубом, кленом и липой (диаметр стволов 35—37 см) кустарниковыми кислично-широкотравно-папоротниковыми и папоротниково-волосистоосоковыми лесами на склонах. В нижних частях склонов преобладают влажнотравно-широкотравные с папоротниками и зеленчуковые типы елово-широколиственных сообществ. В этих лесах также много поваленных старых деревьев. Кустарники представлены лещиной, жимолостью и бересклетом бородавчатым. Кроме упомянутых видов дубравного широкотравья и папоротников на склонах обилен пролесник многолетний, будра плющевидная, звездчатка дубравная, встречаются борец высокий, бор развесистый, лютик кашубский, звездчатка жестколистная, фиалка удивительная, чина весенняя, ветреница лютиковая, хохлатка плотная, голокучник Линнея, гнездовка настоящая и колокольчик широколистный (последние два — редкие и уязвимые виды, не занесенные в Красную книгу Московской области, но нуждающиеся на её территории в постоянном наблюдении и контроле). На почве доминируют мхи рода эвринхиум.
В плоских понижениях с близким водоупорным горизонтом и вокруг переходных и верховых болот развиваются еловые, березово-еловые и сосново-березово-еловые леса таёжного типа: кислично-папоротниковые, черничные зеленомошные, кислично-вейниково-чернично-зеленомошные с подростом рябины, зеленомошные с хвощами и таёжными видами мелкотравья — черникой, костяникой, ожикой волосистой, майником двулистным, седмичником европейским, грушанкой малой, ортилией однобокой.
Редко среди сырых хвойных лесов заказника на бедных болотных почвах встречаются заболоченные сосняки пушицево-чернично-сфагновые с подростом ели.
В заболоченных местообитаниях развиты также еловые и березово-еловые сфагново-зеленомошные и хвощево-сфагновые с фиалкой болотной, папоротниково-сфагновые с ожикой волосистой, седмичником европейским и майником двулистным, вейниково-хвощево-сфагновые, березовые с подростом ели щучково-хвощево-сфагновые, осоково-хвощево-сфагновые и серовейниково-сфагновые с осоками и тростником южным. На елях в заболоченных лесах нередко встречается уснея жестковолосатая. По окраинам переходных болот встречаются также елово-березовые с единичной сосной и ивой пепельной заболоченные чернично-сфагновые и папоротниково-сфагновые участки леса.
Рядом с садовым товариществом «Здоровье» расположен массив заболоченного березового леса с единичной сосной ивнякового (ива пепельная) осоково-сфагнового и пушицево-осоково-сфагнового с подростом ели. Местами обилен вейник сероватый, на кочках растут черника и брусника, щитовник гребенчатый и картузианский. На ветвях елового подроста обильны эверния многообразная и редкие лишайники, занесенные в Красную книгу Московской области: уснеи жестковолосатая и нитчатая, или густобородая, бриории буроватая и волосовидная.
Переходные болота с чертами верховых встречаются в основном в центральной части заказника. На березово-сосновом осоково-сфагновом с пушицей и единичными соснами болоте обильна осока волосистоплодная, а на осоково-сфагновом с клюквой болотной и пушицей влагалищной болоте есть серовейниково-сфагновые участки с группами берез, по краю его окружает полоса ивы пепельной. Встречаются также осоково-сабельниково-серовейниковые сфагновые болота с клюквой болотной, группами берез, подростом ели.
Крупное березовое переходное болото осоково-сфагновое с клюквой болотной находится в северной части заказника. Доминирует осока волосистоплодная, другие виды встречаются единично. На болоте есть участки, близкие к верховым болотам. По краю массива тянется полоса ивы пепельной, есть серовейниковые, камышово-осоковые, серовейниковые участки, местами обильны вахта трехлистная, осока вздутая и тростник южный.
На самой северной границе заказника расположен лесоболотный массив, по периферии которого сформировался березовый кустарничково-осоковый с вахтой сфагновый лес, сменяющийся березовым вейниково-пушицево-осоковым с клюквой сфагновым сообществом. Центральная часть его занята сочетанием клюквенно-осоковых и вейниково-осоково-сабельниковых сфагновых сообществ. Местами встречаются единичные ели высотой до 3 м и группы кустов ивы пепельной.
В центральной части участка 1 заказника также представлен достаточно крупный лесоболотный массив, состоящий из двух неравных участков. В южном, меньшем по размеру, в центре находится вейниково-пушицево-осоковое сфагновое сообщество, сменяющееся далее осоково-вахтово-вейниковым и переходящее на окраине в тростниковые заросли. В центре северного участка — сосновое с березой кустарничково-пушицевое сфагновое сообщество с голубикой, багульником, миртом болотным. При приближении к краевой части болота высота и диаметр сосен увеличиваются с 4—6 м и 5—6 см до 12—13 м и 22 см соответственно, доля сосны снижается, а кустарнички почти исчезают — по границе представлено сосново-березовое пушицевое сфагновое сообщество, местами — березовое осоковое сфагновое.
Низинные болота не занимают в заказнике больших площадей. Встречаются осоково-камышовые болота среди субнеморальных ельников, где на ветвях елей растет уснея нитчатая, или густобородая, более крупные — осоковые с тростником, а также осоковые болота с вейником сероватым и группами берез. Низинное болото с чертами переходного с вейником сероватым и тростником южным отмечено в центральной части заказника на границе низинного и переходного болот.
Участки низинных осоково-камышовых болот с вейником сероватым, хвощем речным, осокой пузырчатой и смородиной чёрной развиты в долинах малых рек и днищах балок.
В балках и по берегам ручьев развиты сероольшаники с черемухой и хмелем крапивно-влажнотравные с небольшими влажнотравно-осоковыми и влажнотравно-камышовыми болотцами с таволгой вязолистной и ивой пепельной. В широкой части балок обильны кочедыжник женский, щитовник мужской, таволга вязолистная, крапива двудомная, пырейник собачий, гравилат речной, чистец лесной, хвощ луговой, борец высокий. На участках подсклоновых сочений здесь растут сердечник горький, скерда болотная, недотрога обыкновенная, бодяк овощной, лютик ползучий, селезеночник очереднолистный и звездчатка дубравная, обильны мхи из рода плагиомниум.
Редко в поймах небольших рек и ручьев в составе сероольшаников с черемухой влажнотравных встречаются группы ольхи чёрной, ещё реже формируются черноольшаники крапивно-влажнотравные с таволгой, чесночницей черешковой, ясноткой крапчатой, купырем лесным, кострецом безостым, геранью Роберта, снытью, малиной, чистецом лесным.
На участке 3 заказника на выровненных поверхностях водораздела сочетаются елово-березовые и березовые леса с широколиственными породами в первом, втором древесном ярусе и подросте, разреженные березняки с группами кленов — платановидным и ясенелистным, елью, ольхой серой и прогалинами. Диаметр стволов старых лип достигает 50 см. В этих лесах встречаются группы лунника оживающего и земляники мускусной. На сыроватых полянах здесь растут группы ивы козьей, луговые и лугово-лесные виды злаков и разнотравья, обилен купырь лесной, ежа сборная, вейник наземный, кострец безостый, сныть, земляника лесная, василек луговой. Есть участки лесокультур березы с елью, подростом клёна и дуба, высаженных ещё при строительстве водохранилища.
Верхняя часть склона у берега водохранилища занята елово-широколиственными лесами с доминированием клёна платановидного с лещиной, черемухой, лунником, будрой плющевидной, снытью, щитовником мужским, копытнем европейским. Местами здесь растут старые ели, березы, осины, липы и дубы. Диаметр стволов старых берез достигает 100 см.
В нижней части склона по берегам водохранилища чередуются елово-широколиственные леса с кленом, черемухой, осиной, березой и дубом лунниково-широкотравные и сероольшаники влажнотравно-лунниковые с крапивой, будрой плющевидной и ясноткой крапчатой. В условиях подсклоновых сочений в сероольшаниках обилен бодяк овощной, таволга, сердечник горький, селезеночник.
По берегу водохранилища растут тростник южный, сусак зонтичный, роголистник погруженный.

### Фауна
Животный мир заказника является типичным для природных сообществ еловых и смешанных лесов запада Московской области. На территории заказника обитают 68 видов позвоночных животных, относящихся к 17 отрядам пяти классов, в том числе один вид рыб, четыре вида амфибий, один вид рептилий, 48 видов птиц и 14 видов млекопитающих.
Животный мир всех трех участков заказника, разделенных лишь узкими полосами существующей и строящейся местных автодорог, является единым и экологически связанным. В этой связи далее приведено единое описание фауны заказника.
Ихтиофауна заказника полностью связана в своем распространении с протекающей по территории участка 2 заказника малой рекой Винкой и представлена единственным видом рыб — обыкновенным гольяном.
Основу фаунистического комплекса наземных позвоночных животных составляют виды, характерные для хвойных и смешанных лесов Нечернозёмного центра России. Доминируют виды, экологически связанные с древесно-кустарниковой растительностью. В границах заказника выделяются четыре основных ассоциации фауны (зооформации): хвойных лесов, лиственных лесов, водно-болотных местообитаний и лугово-опушечных местообитаний.
Лесная зооформация хвойных лесов, привязанная в своем распространении на территории заказника к еловым, сосновым и хвойно-мелколиственным лесам разных типов, распространена преимущественно на участках 1 и 2 заказника, занимая преобладающую их часть. Основу населения хвойных лесов составляют следующие виды: серая жаба, чиж, желтоголовый королек, рябчик, желна, клест-еловик, сойка, ворон, малая мухоловка, буроголовая гаичка, обыкновенная бурозубка, лесная куница, рыжая полевка, белка. Именно в старых еловых лесах территории заказника встречена кедровка — вид, занесенный в Красную книгу Московской области. Во влажных еловых лесах на участках 1 и 2 заказника выявлено обитание медведицы-госпожи — редкого вида бабочек, занесенного в Красную книгу Московской области.
На участках лиственных и смешанных лесов территории заказника преобладают выходцы из европейских широколиственных лесов: зарянка, чёрный дрозд, рябинник, иволга, обыкновенная кукушка, славка-черноголовка, пеночка-трещотка, мухоловка-пеструшка, лесная мышь.
Во всех типах лесов заказника встречаются зяблик, обыкновенный поползень, обыкновенная пищуха, большой пестрый дятел, вальдшнеп, обыкновенный снегирь, певчий дрозд, пеночка-весничка, пеночка-теньковка, большая синица, лазоревка, длиннохвостая синица, обыкновенный еж и заяц-беляк.
Зооформация лугово-опушечных местообитаний играет важную роль в поддержании биоразнообразия обследованной территории. В основном этот тип животного населения связан с пойменными лугами, лесными полянами, опушками и вырубками. Среди пресмыкающихся именно эти биотопы предпочитает живородящая ящерица. Характерными представителями фауны птиц данных местообитаний являются канюк, чеглок, лесной конек, обыкновенная овсянка, серая славка, сорока, черноголовый щегол. По лесным опушкам и полянам территории заказника охотятся ястреба: тетеревятник и перепелятник. Среди млекопитающих в этих сообществах наиболее часто встречаются обыкновенный крот и пашенная полевка.
Долина реки Винки, участки долины реки Истры, побережье Истринского водохранилища, небольшие лесные ручьи и болота служат местом обитания видов водно-болотной зооформации. Среди амфибий здесь довольно многочисленны прудовая, травяная и остромордая лягушки. Среди птиц в этих биотопах гнездятся речной сверчок, садовая славка, обыкновенный соловей. На побережье Истринского водохранилища на участке 3 заказника отмечаются кряква, серая цапля, сизая чайка и чёрный коршун (вид, занесенный в Красную книгу Московской области).
На открытых участках верховых болот в северной части участка 1 заказника обитает козодой — редкий и уязвимый вид птиц Московской области.
Во всех типах естественных местообитаний заказника встречаются горностай, ласка, лось, кабан, обыкновенная лисица.
К населенным пунктам, соседствующим с территорией заказника, тяготеет обитающая по его краевым частям серая ворона.

## Объекты особой охраны заказника
Охраняемые экосистемы: старовозрастные елово-широколиственные, широколиственно-еловые кислично-папоротниково-широкотравные и еловые субнеморальные леса с дубравными и таёжными видами и их производные; участки еловых и елово-сосновых лесов таёжного типа; заболоченные еловые, елово-березовые, березовые и сосново-березовые сфагново-долгомошные и сфагновые леса; переходные, верховые и низинные болота; черемухово-сероольховые и черноольховые крапивно-влажнотравные леса долин ручьев и балок.
Места произрастания и обитания охраняемых в Московской области, а также иных редких и уязвимых видов растений, лишайников и животных, зафиксированных на территории заказника, перечисленных ниже.
Охраняемые в Московской области, а также иные редкие и уязвимые виды растений и лишайников:
- виды растений, занесенные в Красную книгу Московской области: лунник оживающий;
- виды растений, являющиеся редкими и уязвимыми таксонами, не включенные в Красную книгу Московской области, но нуждающиеся на территории области в постоянном контроле и наблюдении: пальчатокоренник Фукса, тайник яйцевидный, земляника мускусная, купальница европейская, гнездовка безлистная, волчеягодник обыкновенный, колокольчики широколистный и персиколистный;
- виды лишайников, занесенные в Красную книгу Московской области: уснея нитчатая или густобородая, уснея почти цветущая, уснея жестковолосатая, рамалина мучнистая, бриория буроватая, бриория волосовидная;
- виды лишайников, являющиеся редкими и уязвимыми таксонами, не включенные в Красную книгу Московской области, но нуждающиеся на территории области в постоянном контроле и наблюдении: гипогимния трубчатая.

Охраняемые в Московской области, а также иные редкие и уязвимые виды животных:
- виды животных, занесенные в Красную книгу Московской области: медведица-госпожа, чёрный коршун и кедровка;
- виды животных, являющиеся редкими и уязвимыми таксонами, не включенные в Красную книгу Московской области, но нуждающиеся на территории области в постоянном контроле и наблюдении: козодой.